# (36246) 1999 VN108
1999 VN108 (asteroide 36246) é um asteroide da cintura principal. Possui uma excentricidade de 0.21179120 e uma inclinação de 2.85550º.
Este asteroide foi descoberto no dia 9 de novembro de 1999 por LINEAR em Socorro.